# 七城観光バス
七城観光バス（しちじょうかんこうバス）は、日本の観光バス会社。

## 概要
設立：平成7年4月26日：一般貸切自動車運送事業
本社営業所：〒861-1345　熊本県菊池市七城町小野崎946番地1
TEL.(0968)26-4100　FAX.(0968)26-4220
福岡営業所：〒837-0912　福岡県大牟田市白銀314-1
TEL・FAX.(0964)50-0780
車輛メーカー：三菱ふそう、日野
貸切バス車両数：50台